# Club Atlético Porteño (calcio)
Il Club Atlético Porteño è stata una società calcistica argentina di Buenos Aires, fondata il 28 luglio 1895.

## Storia
La squadra venne creata da un gruppo di argentini d'origini irlandesi: il primo nome fu "Club de fútbol Atlético Capital". Poco tempo dopo viene rinominata Club Atlético Porteño e prende parte ai primi tornei calcistici, organizzati dalla Argentine Association Football League; nel 1907 arriva per la prima volta a partecipare alla Copa Campeonato, giungendo al sesto posto. Prosegue in tale competizione, perdendo il titolo 1911 contro l'Alumni in uno spareggio. Nel 1912 è tra le squadre fondatrici della Federación Argentina de Football insieme a Estudiantes e Gimnasia, altre due società di Buenos Aires; vince la prima edizione del nuovo campionato così formatosi, la Primera División, ottenendolo a tavolino dopo l'abbandono dell'Independiente durante lo spareggio. Nel 1913 conclude all'ottavo posto, mentre nel 1914 è nuovamente campione. Con la riunificazione delle due federazioni esistenti il Porteño torna in Copa Campeonato nel 1915, chiudendo quarta. Tra il 1916 e il 1918 si mantiene in posizioni di metà classifica, mentre nel 1919 termina sesta su sei squadre, ma non viene retrocessa perché il campionato non fu portato a termine. Nel 1920 si posiziona al quarto posto. Le ultime stagioni sono caratterizzate da un andamento negativo, che vede la squadra permanere nella parte bassa della classifica. Nel 1928 il Porteño viene retrocesso in quanto ultima delle 36 squadre del torneo, e l'anno seguente la squadra viene sciolta; la società si dedicò poi al rugby a 15.

## Palmarès

### Competizioni nazionali
- Copa de Competencia Jockey Club: 2

1915, 1918

### Altri piazzamenti
- Campionato argentino:

Secondo posto: 1910, 1911